# Liste des bâtiments protégés de Suðurland
Cet article recense les bâtiments protégés de Suðurland, en Islande.

## Statistiques
Au 29 mai 2012, la région de Suðurland compte 56 édifices protégés, soit 12 % des protections de l'Islande.

## Liste
| Nom                                    | Adresse                     | Municipalité                  | Id.                                                                | Coordonnées                         | Illustration |
| -------------------------------------- | --------------------------- | ----------------------------- | ------------------------------------------------------------------ | ----------------------------------- | ------------ |
| Assistentahúsið                        | Eyrarbakki                  | Árborg                        | 571                                                                |                                     |              |
| Eyrarbakkakirkja                       | Eyrarbakki                  | Árborg                        | 572                                                                |                                     |              |
| Húsið                                  | Eyrarbakki                  | Árborg                        | 573                                                                |                                     |              |
| Rjómabúið                              | Baugsstaðir                 | Árborg                        | 556                                                                |                                     |              |
| Stokkseyrarkirkja                      | Stokkseyri                  | Árborg                        | 574                                                                |                                     |              |
| Bræðratungukirkja                      | Biskupstungnahreppur        | Bláskógabyggð                 | 557                                                                |                                     |              |
| Héraðsskólinn                          | Laugarvatn                  | Bláskógabyggð                 | 576                                                                |                                     |              |
| Miðdalskirkja                          | Laugardalshreppur           | Bláskógabyggð                 | 575                                                                |                                     |              |
| Skáli Ferðafélags Íslands              |                             | Bláskógabyggð                 | 757                                                                |                                     |              |
| Þingvallakirkja                        | Þingvallahreppur            | Bláskógabyggð                 | « 567 »(Archive.org • Wikiwix • Archive.is • Google • Que faire ?) |                                     |              |
| Torfastaðakirkja                       | Biskupstungnahreppur        | Bláskógabyggð                 | 558                                                                |                                     |              |
| Gaulverjabæjarkirkja                   | Gaulverjabæjarhreppur       | Flóahreppur                   | 559                                                                |                                     |              |
| Hraungerðiskirkja                      | Hraungerðishreppur          | Flóahreppur                   | 564                                                                | 63° 56′ 56″ nord, 20° 49′ 16″ ouest |              |
| Villingaholtskirkja                    | Villingaholtshreppur        | Flóahreppur                   | 566                                                                |                                     |              |
| Búrfellskirkja                         | Grímsneshreppur             | Grímsnes- og Grafningshreppur | 562                                                                |                                     |              |
| Mosfellskirkja                         | Grímsneshreppur             | Grímsnes- og Grafningshreppur | 563                                                                |                                     |              |
| Úlfljótsvatnskirkja                    |                             | Grímsnes- og Grafningshreppur | 561                                                                |                                     |              |
| Brunnhólskirkja                        |                             | Hornafjörður                  | 551                                                                |                                     |              |
| Hofskirkja                             | Öræfi                       | Hornafjörður                  | 555                                                                |                                     |              |
| Sel, eystri hlaða                      | Skaftafell                  | Hornafjörður                  | 554                                                                |                                     |              |
| Stafafellskirkja                       | Lón                         | Hornafjörður                  | 552                                                                |                                     |              |
| Hrepphólakirkja                        |                             | Hrunamannahreppur             | 577                                                                |                                     |              |
| Hrunakirkja                            |                             | Hrunamannahreppur             | 578                                                                |                                     |              |
| Tungufellskirkja                       |                             | Hrunamannahreppur             | 579                                                                |                                     |              |
| Landakirkja                            | Kirkjuvegur                 | Îles Vestmann                 | 602                                                                |                                     |              |
| Landlyst                               | Skansinn                    | Îles Vestmann                 | 603                                                                |                                     |              |
| Ráðhús Vestmannaeyja                   | Kirkjuvegur 50              | Îles Vestmann                 | 1046                                                               |                                     |              |
| Brydebúð                               | Vík í Mýrdal, Víkurbraut 28 | Mýrdalshreppur                | 1017                                                               |                                     |              |
| Dyrhólaviti                            | Dyrhólaey                   | Mýrdalshreppur                | 594                                                                | 63° 24′ 08″ nord, 19° 07′ 49″ ouest |              |
| Skeiðflatarkirkja                      |                             | Mýrdalshreppur                | 595                                                                |                                     |              |
| Hellukofi                              | Hellisheiði                 | Ölfus                         | 568                                                                |                                     |              |
| Kotstrandarkirkja                      |                             | Ölfus                         | 570                                                                |                                     |              |
| Strandarkirkja                         | Selvogur                    | Ölfus                         | 569                                                                |                                     |              |
| Akureyjarkirkja                        | Vestur-Landeyjahreppur      | Rangárþing eystra             | 593                                                                |                                     |              |
| Breiðabólstaðarkirkja                  | Fljótshlíð                  | Rangárþing eystra             | 586                                                                |                                     |              |
| Búr frá Seljalandi í Fljótshverfi      | Skógar                      | Rangárþing eystra             | 589                                                                |                                     |              |
| Hlíðarendakirkja                       | Fljótshlíð                  | Rangárþing eystra             | 587                                                                |                                     |              |
| Krosskirkja                            |                             | Rangárþing eystra             | 585                                                                |                                     |              |
| Seljavallalaug                         |                             | Rangárþing eystra             | 588                                                                | 63° 33′ 58″ nord, 19° 36′ 27″ ouest |              |
| Skemma frá Gröf í Skaftártungu         | Skógar                      | Rangárþing eystra             | 590                                                                |                                     |              |
| Skemma frá Varmahlíð undir Eyjafjöllum | Skógar                      | Rangárþing eystra             | 591                                                                |                                     |              |
| Svefnherbergi frá Árkvörn í Fljótshlíð | Skógar                      | Rangárþing eystra             | 592                                                                |                                     |              |
| Árbæjarkirkja                          |                             | Rangárþing ytra               | 580                                                                |                                     |              |
| Hagakirkja                             |                             | Rangárþing ytra               | 581                                                                |                                     |              |
| Keldnabærinn                           | Keldur á Rangárvöllum       | Rangárþing ytra               | 583                                                                |                                     |              |
| Keldnakirkja                           | Keldur á Rangárvöllum       | Rangárþing ytra               | 584                                                                |                                     |              |
| Marteinstungukirkja                    |                             | Rangárþing ytra               | 582                                                                |                                     |              |
| Bænhús, Núpsstað                       |                             | Skaftárhreppur                | 598                                                                |                                     |              |
| Grafarkirkja                           |                             | Skaftárhreppur                | 600                                                                |                                     |              |
| Kálfafellskirkja                       |                             | Skaftárhreppur                | 553                                                                |                                     |              |
| Langholtskirkja                        |                             | Skaftárhreppur                | 596                                                                |                                     |              |
| Prestbakkakirkja                       | Síða                        | Skaftárhreppur                | 599                                                                |                                     |              |
| Skólahús Múlakoti                      | Síðu                        | Skaftárhreppur                | 597                                                                |                                     |              |
| Þykkvabæjarklausturskirkja             |                             | Skaftárhreppur                | 601                                                                |                                     |              |
| Ólafsvallakirkja                       | Skeiðahreppur               | Skeiða- og Gnúpverjahreppur   | 565                                                                |                                     |              |
| Stóra-Núpskirkja                       | Gnúpverjahreppur            | Skeiða- og Gnúpverjahreppur   | 560                                                                |                                     |              |